# Andrzej Wrzyszcz
Andrzej Wrzyszcz (ur. 1962) – polski prawnik, dr hab. nauk prawnych, profesor uczelni Instytutu Nauk Prawnych i prodziekan Wydziału Prawa i Administracji Uniwersytetu Marii Curie-Skłodowskiej.

## Życiorys
Obronił pracę doktorską, 1 marca 1995 habilitował się na podstawie pracy zatytułowanej Ustawodawstwo o wydzieleniu guberni chełmskiej i jego realizacja. Objął funkcję profesora nadzwyczajnego w Wyższej Szkole Humanistycznej i Przyrodniczej - Studium Generale Sandomiriense na Wydziale Prawa i Ekonomii, w Instytucie Historii i Teorii Państwa i Prawa na Wydziale Prawa i Administracji Uniwersytetu Marii Curie-Skłodowskiej oraz w Instytucie Administracji, Samorządu i Prawa na Wydziale Zarządzania Uniwersytetu Przyrodniczo-Humanistycznego w Siedlcach.
Piastuje stanowisko profesora uczelni Instytutu Nauk Prawnych, a także był prodziekanem na Wydziale Prawa i Administracji Uniwersytetu Marii Curie-Skłodowskiej.
Jest członkiem zarządu głównego Lubelskiego Towarzystwa Naukowego.